# Фрик, Бруно
Бруно Фрик (нем. Bruno Frick; род. 31 мая 1953, Виттенбах) — швейцарский политический и государственный деятель, член (1991—2011) и президент (2004—2005) Совета кантонов.

## Биография
Родился 31 мая 1953 года в Виттенбахе, кантон Санкт-Галлен, Швейцария.
В 1978 году окончил юридический факультет Цюрихского университета, после чего начал карьеру нотариуса в Айнзидельне. Позднее он переехал в Пфеффикон, где стал работать адвокатом.
В 1988 году он был избран в Совет кантона Швиц, где заседал до 1991 года. 25 ноября 1991 года он вступил в должность члена Совета кантонов Швейцарии от Швица в качестве члена «Христианско-демократической народной партии Швейцарии». Кроме того, с 29 ноября 2004 по 27 ноября 2005 года он занимал должность президента Совета кантонов Швейцарии.
Срок его полномочий в Совете кантонов истёк 4 декабря 2011 года, после чего он сосредоточился на адвокатской деятельности.